# Villeconin
Villeconin és un municipi francès, situat al departament de l'Essonne i a la regió de Illa de França. L'any 2007 tenia 714 habitants.
Forma part del cantó de Dourdan, del districte d'Étampes i de la Comunitat de comunes Entre Juine et Renarde.

## Demografia

### Població
El 2007 la població de fet de Villeconin era de 714 persones. Hi havia 250 famílies, de les quals 37 eren unipersonals (25 homes vivint sols i 12 dones vivint soles), 86 parelles sense fills, 119 parelles amb fills i 8 famílies monoparentals amb fills.
La població ha evolucionat segons el següent gràfic:
Habitants censats

### Habitatges
El 2007 hi havia 312 habitatges, 256 eren l'habitatge principal de la família, 39 eren segones residències i 17 estaven desocupats. 303 eren cases i 6 eren apartaments. Dels 256 habitatges principals, 228 estaven ocupats pels seus propietaris, 14 estaven llogats i ocupats pels llogaters i 13 estaven cedits a títol gratuït; 15 tenien dues cambres, 30 en tenien tres, 66 en tenien quatre i 145 en tenien cinc o més. 219 habitatges disposaven pel capbaix d'una plaça de pàrquing. A 82 habitatges hi havia un automòbil i a 166 n'hi havia dos o més.

### Piràmide de població
La piràmide de població per edats i sexe el 2009 era:
| Homes | Edats   | Dones |
| ----- | ------- | ----- |
| 0     | 95 o +  | 0     |
| 1     | 90 a 94 | 0     |
| 0     | 85 a 89 | 3     |
| 4     | 80 a 84 | 8     |
| 6     | 75 a 79 | 5     |
| 8     | 70 a 74 | 7     |
| 11    | 65 a 69 | 16    |
| 16    | 60 a 64 | 19    |
| 11    | 55 a 59 | 12    |
| 29    | 50 a 54 | 29    |
| 31    | 45 a 49 | 21    |
| 22    | 40 a 44 | 21    |
| 36    | 35 a 39 | 26    |
| 22    | 30 a 34 | 42    |
| 17    | 25 a 29 | 15    |
| 18    | 20 a 24 | 9     |
| 16    | 15 a 19 | 19    |
| 21    | 10 a 14 | 27    |
| 37    | 5 a 9   | 32    |
| 24    | 0 a 4   | 20    |

## Economia
El 2007 la població en edat de treballar era de 485 persones, 364 eren actives i 121 eren inactives. De les 364 persones actives 342 estaven ocupades (177 homes i 165 dones) i 22 estaven aturades (10 homes i 12 dones). De les 121 persones inactives 40 estaven jubilades, 62 estaven estudiant i 19 estaven classificades com a «altres inactius».

### Ingressos
El 2009 a Villeconin hi havia 260 unitats fiscals que integraven 752 persones, la mediana anual d'ingressos fiscals per persona era de 26.572 €.

### Activitats econòmiques
Dels 21 establiments que hi havia el 2007, 1 era d'una empresa de fabricació de material elèctric, 1 d'una empresa de fabricació d'altres productes industrials, 3 d'empreses de construcció, 4 d'empreses de comerç i reparació d'automòbils, 2 d'empreses financeres, 1 d'una empresa immobiliària, 5 d'empreses de serveis, 1 d'una entitat de l'administració pública i 3 d'empreses classificades com a «altres activitats de serveis».
Dels 3 establiments de servei als particulars que hi havia el 2009, 1 era un guixaire pintor i 2 fusteries.
Dels 3 establiments comercials que hi havia el 2009, 1 era una botiga de menys de 120 m² i 2 floristeries.
L'any 2000 a Villeconin hi havia 7 explotacions agrícoles que ocupaven un total de 1.183 hectàrees.

## Equipaments sanitaris i escolars
El 2009 hi havia una escola elemental integrada dins d'un grup escolar amb les comunes properes formant una escola dispersa.

## Poblacions més properes
El següent diagrama mostra les poblacions més properes.